# Me and Mrs. Jones
Me and Mrs. Jones est une chanson soul de 1972 écrite par Kenny Gamble, Leon Huff, et Cary Gilbert, initialement enregistrée par Billy Paul.
La chanson raconte une aventure extraconjugale entre un homme et son amante, Mrs. Jones. Elle a permis à Billy Paul de remporter un Grammy Award.
En 2014, le groupe Chico and the Gypsies invite Billy Paul pour la reprendre en flamenco. Cette version sortie en single est aussi acclamée par la critique mondiale,,,.

## Différentes versions
La version initiale de Billy Paul a été no 1 en 1972, publiée sur un album de la maison de disques CBS.
C'est le seul no 1 de Billy Paul à figurer dans le top 100. Les versions radio étaient plus courtes que celles du disque.
Michael Bublé réenregistre la chanson pour son 3e album Call Me Irresponsible en 2007.
En 2014, le groupe Chico and the Gypsies invite Billy Paul pour la reprendre en flamenco. Cette version sortie en single est aussi acclamée par la critique mondiale,,,.

## Dans la culture

### Cinéma et télévision
La chanson a été utilisée dans le téléfilm de 2002 Me and Mrs Jones, ainsi que dans une scène du film Le Journal de Bridget Jones.
Elle apparaît aussi dans un épisode de la série Scrubs, où Turk la chante pour amuser sa copine Carla.
Elle figure également parmi les musiques additionnelles du film Duo d'escrocs (2013).

### Publicité
Elle figure dans une publicité de Nike centrée sur l’athlète Marion Jones.

### Jeux-Vidéos
La chanson est utilisée dans le jeu-vidéo The Lapins Crétins: La Grosse Aventure d'Ubisoft Montpellier paru en 2009.

### Inspiration
La chanson a inspiré le titre Me and Mr Jones présent sur l'album Back to Black de Amy Winehouse.
François Pérusse en a fait une parodie s’intitulant Guy a un bicycle jaune qui figure sur L'Album du Peuple tome 2.